# お〜いお茶
お〜いお茶（お〜いおちゃ、英語: Oi Ocha）は、日本の伊藤園が展開・販売している緑茶などの茶系飲料、茶葉製品のブランド名。ナチュラルヘルシーRTD緑茶飲料の販売実績世界一として2018年より4年連続でギネス世界記録に認定されている（ほうじ茶の飲料製品は除く）。

## 歴史
伊藤園は1985年2月に緑茶飲料として「煎茶」の発売を開始した。発売当初は「缶入り煎茶」という名称であり、発売から4年後の1989年2月に広告会社シマ・クリエイティブハウス社長の島崎保彦により「お〜いお茶」に商品名が変更された。商品名の由来は1970年代に放映されていた伊藤園のテレビCMで、新国劇の俳優・島田正吾が「お～い、お茶」と呼びかけるシーンから取られている。
それまでの「お茶は暖かいもの」「お茶は自宅や会社で飲むもの」というイメージを払拭し、冷たい緑茶が全国に広まるきっかけになった。
翌1990年には緑茶飲料としては世界初のペットボトル入り（当初は1.5L）を発売。当初はボトルが緑色に加工されていたが、これはリサイクルが困難であったため、分別リサイクルの普及に伴う社会的要求の高まりを受け、他社競合品と同様の透明色となった。
1996年にペットボトル入り緑茶の抽出法「ナチュラル・クリアー製法」で特許取得。
2000年にはホット対応のペットボトル緑茶飲料を発売した。
2004年には、競合商品となる「伊右衛門」がサントリーから発売され、対抗してパッケージをかっちりした字体に変更してはどうかという意見も出されたものの、従来からのブランドイメージを重視して筆文字は残されることとなった。2005年以降、1L入りのミディボトルも発売され、売り上げが拡大している。また、5月には「お〜いお茶 濃い味」（現「お〜いお茶 濃い茶」）を発売し、ラインナップの多角化を図った。
2011年には500mlのペットボトル換算で200億本を突破した。
2015年10月27日、「お〜いお茶」のかけ声が、特許庁より、日本で初めての音の商標として認められた（21件のうちのひとつ）。
2016年9月には、「緑茶」と「ほうじ茶」にキャップを外すことで容器ごと電子レンジ加温が可能な新型ホット対応ペットボトルが導入された（当初はコンビニエンスストア専売の500mlに限られていたが、2017年以降、345ml以下の容量にも順次電子レンジ対応ボトルに切り替えていき、2020年では「煎りたて玄米茶」の500mlを除く全てのホット対応ペットボトルが電子レンジ対応となった）。
2017年11月からシンガポール国内で日本茶飲料「お〜いお茶」の販売を開始した。シンガポールでは砂糖や蜂蜜が入った緑茶が広く販売されているが、同ブランドは日本で販売されている製品と同様、糖分だけでなく、保存料、着色料、香料を使用せず、カロリーゼロが特徴。
2020年はインテージSRI無糖茶飲料市場の売上本数ではNo.1（データを開示した2002年以降、19年連続でNo.1）となっているが、同じ調査機関・市場での売上金額では、同年4月に大規模なリニューアル実施により売り上げを伸ばしたサントリーの「伊右衛門」にNo.1の座を明け渡す結果となった。

## 製品
緑茶のほかに味の濃い「濃い茶」や「ほうじ茶」「玄米茶」など様々なバリエーションがあり、期間限定や季節限定の商品も多く存在する。また、機能性表示食品に該当する商品もある。
2021年5月現在、ドリンク製品14品目、ティーバッグ製品9品目、抹茶製品1品目、茶葉製品10品目の34品目が発売されている。
緑茶ブランドとしてはサントリー「伊右衛門」、キリンビバレッジ「生茶」、日本コカ・コーラ「綾鷹」などの商品が存在する緑茶飲料市場で40%程度のシェアを持っている。
茶系飲料を含む一連の清涼飲料の分野としては初のグッドデザイン賞を受賞していることから、「緑茶」のみ2012年5月のリニューアル時より「Gマーク」が入っているほか、2014年5月にリニューアルした「緑茶」と「濃い味」は、国産茶葉を100%使用していることから、パッケージに「FOOD ACTION NIPPON」のロゴも入るようになった。
サンガリアが始め、人気となった、冷凍対応ペットボトルも季節限定で販売されている。通常のペットボトルは冷凍時の内容物の膨張に耐えられず破損する場合があるが、冷凍対応ペットボトルは破損しないため、安心して常に冷たい状態で飲む事ができる。なお、内容量は「お～いお茶 緑茶」の通常サイズ（525ml）よりも減容されている（485ml）。
2015年からは、受注生産の高級品（価格1000円）として「瓶 お～いお茶 玉露」を販売している。
2020年6月には、カフェイン量を抑えた原料茶葉を使用し、抽出工程における工夫により、ブランド初となるカフェインゼロ（100mlあたり0.001g未満を0gとして表示）を実現した製品も発売された。
同じ年にはケース販売（24本入り）限定のラベルレスも導入され、同年11月に「カフェインゼロ」、2021年5月に「緑茶」が順次発売された。
2023年3月には横展開商品の「お〜いお茶 ○茶（まろちゃ）」を発売。2024年3月のリニューアルを経て、2025年3月の全面改良に伴い商品名を「お〜いお茶 PURE GREEN」に改称し、同時に「お〜いお茶 LEMON GREEN（レモン×緑茶）」を追加発売した（輸出用を除く「お〜いお茶」シリーズではこれらの商品に限り、例外的にCIロゴにローマ字の「ITO EN」ブランドロゴが採用される）。
なお、伊藤園は「お〜いお茶」を名乗らない緑茶飲料として、廉価品の「茶の間」を発売している。

## 原料調達

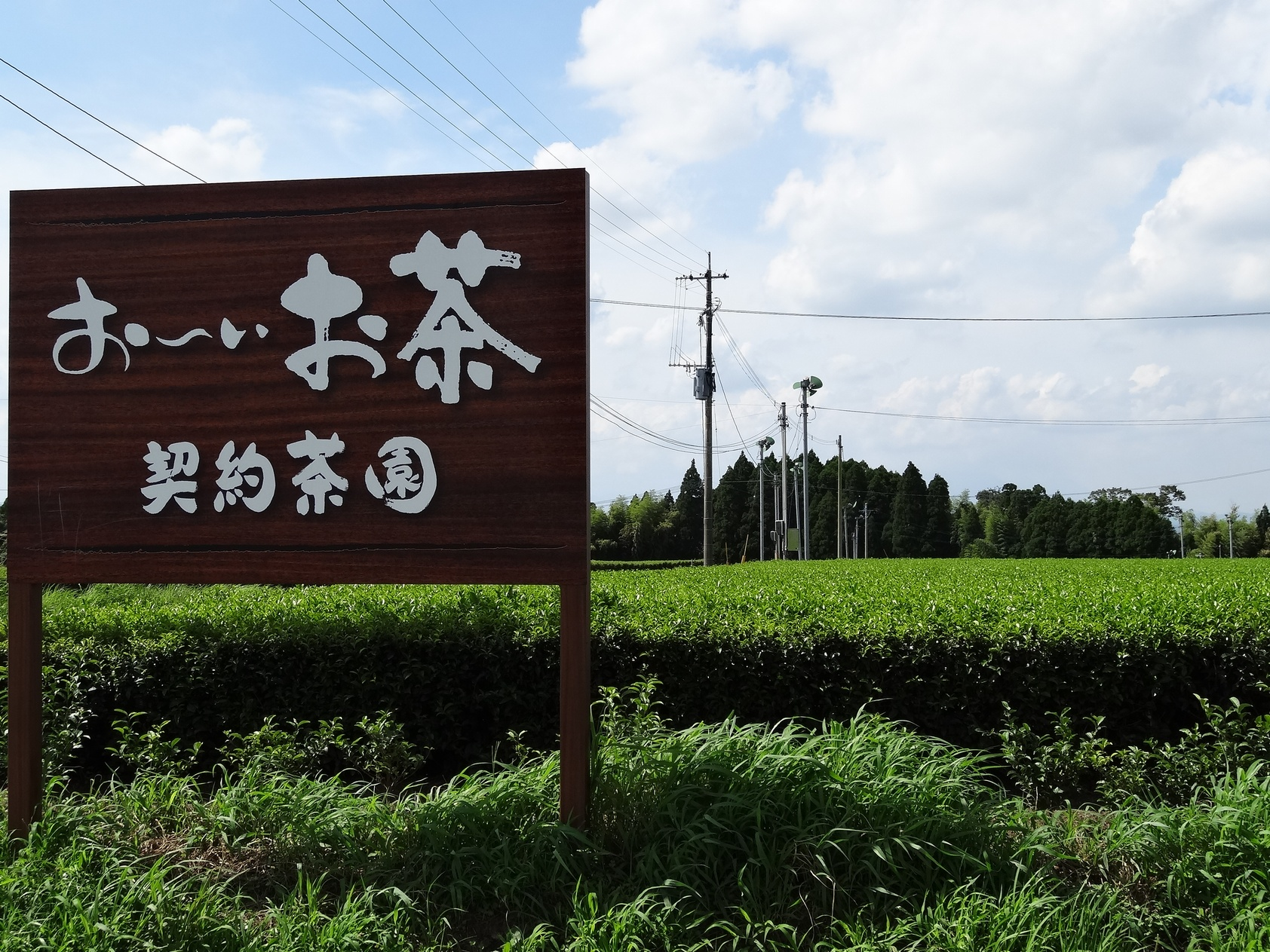
「おーいお茶」の契約茶園

国内では茶産地育成茶葉を調達し、産地の育成も試みている。

## テレビ番組
- 日経スペシャル ガイアの夜明け 茶葉に賭けた男たち～お茶戦争の舞台裏～（2004年6月22日、テレビ東京）[17]。

## CMや文化活動への支援

### CM
2023年、日本で初めて生成的人工知能（生成AI）で作成されたタレントを「お～いお茶 カテキン緑茶」のCMに起用した。
2024年には大谷翔平と「グローバルアンバサダー」契約を結んだ。

### 伊藤園お〜いお茶新俳句大賞
伊藤園が募集している俳句の大会で、優秀作品は「お〜いお茶」のラベルに、作品・氏名・出身地・年齢が印字される。

### 将棋「伊藤園お～いお茶杯王位戦」
将棋の王位戦を特別協賛している。